# Adolfo Meléndez
Adolfo Meléndez (ur. 2 czerwca 1884 w La Coruñi, zm. 4 czerwca 1968 w Madrycie) – dwukrotny prezes klubu piłkarskiego Real Madryt. Funkcję pełnił w latach 1908–1916 i 1936–1940.